# Fulbert de Falaise
Fulbert de Falaise est un personnage ayant vécu en Normandie au XIe siècle.
Il est le père d'Arlette de Falaise, et par elle, le grand-père de Guillaume le Conquérant.

## Biographie
Fulbert est un préparateur mortuaire, possiblement embaumeur, qui vit probablement près ou dans la ville de Falaise (aujourd'hui dans le Calvados). Il a longtemps été dit que Fulbert était tanneur, mais cela repose sur une erreur introduite dans la Gesta Normannorum ducum lors des éditions publiées en 1602 par William Camden et en 1619 par André Duchesne.
Lors du récit du siège d'Alençon (1051-1052), Guillaume le Conquérant se fait railler par ses ennemis qui prétendent que les membres de sa famille maternelle étaient des pollinctores, c'est-à-dire des préparateurs mortuaires voire embaumeur. Camdem et Duchesne changent ce terme latin en pelliciari, c'est-à-dire tanneur. Bien qu'au courant de cette différence avec l'original, les historiens David C. Douglas et Alain de Boüard ont préféré le voir en tanneur. Dans leurs œuvres de la seconde moitié du XIe siècle, Wace et Benoît de Sainte-Maure mentionnent aussi le métier de Fulbert. Wace utilise le terme de parmentier, qui peut se traduire par dépeceur, tanneur, fourrier et même tailleur de vêtement. Le poète Benoît de Sainte-Maure utilise le terme de peletier qu'il décrit comme étant un tailleur de vêtements.
D'après le chroniqueur Ordéric Vital, grâce à la relation de sa fille avec le duc Robert, Fulbert obtient la fonction de chambellan à la cour ducale. L'historienne britannique Elisabeth van Houts fait remarquer que l'une des tâches du chambellan est justement de gérer les enterrements. Pour elle, il est probable que Fulbert obtienne cette fonction après la naissance de son petit-fils Guillaume (1027-28). Toutefois, toutes les informations concernant Fulbert et sa famille nous viennent d'Ordéric Vital qui écrivait plus de 80 ans après les faits.

## Descendance
Avec Doda, une fille, Arlette de Falaise (ou Herleva), qui donne naissance :
- avec le duc de Normandie Robert le Magnifique, à Guillaume le Conquérant ;
- puis avec son époux Herluin de Conteville, à deux autres fils : Odon de Bayeux et Robert de Mortain.